# اچ‌ام‌ان‌زداس هاویا (۱۹۷۵)
اچ‌ام‌ان‌زداس هاویا (۱۹۷۵) (به انگلیسی: HMNZS Hawea (1975)) یک کشتی است که طول آن ۱۰۷٫۸ فوت (۳۲٫۹ متر) می‌باشد.